# Џорџ Атвуд
Џорџ Атвуд (FRS) (Вестминстер, oктобар 1745 —  Лондон, 11. јул 1807) био је енглески математичар који је изумео Атвудову машину за илустровање ефеката Њутнових закона кретања. Био је и познати шахиста чија је вештина записивања многобројних својих и туђих шаховских партија, укључујући партије водећег мајстора тог времена Франсое-Андреа Филидора, оставила драгоцене историјске изворе за будуће генерације.
Атвуд је рођен у Вестминстеру; датум рођења није познат, али је вероватно непосредно пре његовог крштења 15. октобра 1745. године. Похађао је Вестминстерску школу, а 1765. године примљен је на Тринити колеџ, Кембриџ. Дипломирао је 1769. године, са чином трећег спорника и додељеном првом Смитовом наградом у историји. Касније је постао сарадник и тутор колеџа. Изабран је за члана Краљевског друштва у Лондону 1776. године.
Напустио је Кембриџ 1784. године и убрзо након тога добио од Вилијама Пита Млађег положај царинског инспектора патента који је захтевао само мало присуство, што му је омогућило да значајан део свог времена посвети математици и физици.
Атвуд је умро неожењен у Вестминстеру у 61. години и тамо је сахрањен у Цркви свете Маргарете. Преко једног века, лунарни кратер преименован је у Атвуд у његову част.

## Одабрана дела
Објављена дела Атвуда, осим радова који су допринели Филозофским трансакцијама, за један од којих му је додељена Коплијева медаља, су следећа:
- Опис експеримената, намењених илустрацији скупине предавања о принципима природне филозофије (на италијанском језику), 1781.
- Анализа скупине предавања о принципима природне филозофије (Кембриџ, 1784).
- Трактат Трактат о праволинијском кретању и ротацији тела (Кембриџ, 1784), који садржи занимљиве експерименте, помоћу којих се механичке истине могу окуларно изложити и демонстрирати, и описује машину, од тада названу по Атвуду, за експерименталну проверу закона убрзања кретања.
- Преглед Статут статута и уредби о престанку постојања који су успостављени у Енглеској од 4. године краља Јована, 1202], до 37. његовог садашњег Величанства (Лондон, 1801), дело неких историјских истраживања.
- Дисертација о конструкцији и својствима лу́кова (Лондон, 1801).
- Шаховске партије које је забележио Атвуд објавио је након Атвудове смрти Џорџ Вокер у Лондону 1835. године, под називом Избор шаховских игара, које су заправо играли Франсоа-Андре Филидор Филидор и његови савременици. Атвуд је био један од ретких мајстора који је повремено могао да победи Вердонија.